# Llista de categories dels Premis Oscar
Els Premi Oscar s'entreguen en diverses categories, cadascuna de les quals identifica una contribució específica a la indústria cinematogràfica. El nombre de premis ha crescut i fluctuat al llarg del temps a la vegada que s'afegien noves categories i d'altres més antigues se suprimien.

## Generals
Aquestes cinc categories són les principals atorgades en reconeixement dels treballs cinematogràfics:
- Millor pel·lícula: concedit a la producció de la millor pel·lícula anual.
- Millor director: concedit a una direcció per la tasca cinematogràfica duta a terme durant l'any anterior.
- Millor actor: concedit a un actor per premiar la millor interpretació cinematogràfica masculina de l'any.
- Millor actriu: concedit a una actriu per premiar la millor interpretació cinematogràfica femenina de l'any.
- Millor guió original: concedit al guionista o als guionistes que han escrit el millor guió original cinematogràfic de l'any.